# Run Baby Run (Sheryl Crow)
Run Baby Run è una canzone di Sheryl Crow, contenuta nell'album d'esordio Tuesday Night Music Club del 1993.

## Il brano
Il singolo Run Baby Run, primo brano estratto dall'album Tuesday Night Music Club, venne dapprima immesso nel mercato discografico europeo al termine del 1993.
Inizialmente riscosse uno scarso successo commerciale: riuscì infatti a piazzarsi solamente al 92º posto della classifica inglese dei singoli del 1994, complice anche l'esigua copertura mediatica offerta da stampa, radio e Tv del vecchio continente. Un risultato decisamente immeritato, considerato il notevole sforzo compiuto dai vertici A&M in fase pre-promozionale.
Nonostante tutto venne ripubblicato nel 1995 (dopo l'enorme successo dei singoli All I Wanna Do e Strong Enough), in un periodo sicuramente più maturo e meno "ostile" sia in termini commerciali che di apprezzamento, conquistando la 24ª posizione nella Official Singles Chart.

## Video
Nel video musicale, diretto da David Hogan e David Cameron, appare Sheryl che esegue il brano con la sua band in una stanza rossa, alternata a immagini di una ragazza in partenza che ricorda quando da bambina suo padre le regalò un pendaglio.

## Tracce
CD singolo Francia (1993)
1. Run Baby Run (Single Version) – 4:27 (Bill Bottrell, David Baerwald, Sheryl Crow)
2. All by Myself – 4:48 (Eric Carmen)

CD singolo UK (1993)
1. Run Baby Run (Single Version) – 4:27 (Bill Bottrell, David Baerwald, Sheryl Crow)
2. All by Myself – 4:48 (Eric Carmen)
3. The Na-Na Song
4. Reach Around Jerk – 4:02 (Bill Bottrell, Sheryl Crow , Dan Schwartz)

CD maxi singolo EU (1994)
1. Run Baby Run (Single Version) – 4:27 (Bill Bottrell, David Baerwald, Sheryl Crow)
2. Leaving Las Vegas (Acoustic Version) – 5:08 (David Ricketts, Kevin Gilbert)
3. All by Myself – 4:48 (Eric Carmen)
4. Reach Around Jerk – 4:02 (Bill Bottrell, Sheryl Crow, Dan Schwartz)

CD maxi singolo 1 UK (1995)
1. Run Baby Run – 4:27 (Bill Bottrell, David Baerwald, Sheryl Crow)
2. Can't Cry Anymore (Live in Nashville)
3. Reach Around Jerk (Live in Nashville) – 4:02
4. I Shall Believe (Live in Nashville)

CD maxi singolo 2 UK (1995)
1. Run Baby Run – 4:27 (Bill Bottrell, David Baerwald, Sheryl Crow)
2. Strong Enough (Live in Nashville) – 3:34 (Sheryl Crow, Bill Botrell, David Baerwald)
3. No One Said It Would Be Easy (Live in Nashville) – 5:34 (Sheryl Crow, Bill Botrell, Dan Schwartz, Kevin Gilbert)
4. The Na-Na Song (Live in Nashville) – 6:38

## Curiosità
La prima parte del testo è caratterizzata dalla suggestiva presenza della frase "She was born in November 1963, the day Aldous Huxley died" ("Lei è nata a Novembre del 1963, il giorno in cui Aldous Huxley morì"). Si tratta di un piccolo omaggio allo scrittore inglese Aldous Huxley, noto umanista e pacifista nonché "padre spirituale" del movimento hippie, scomparso il 22 novembre 1963 poche ore prima del tragico attentato che costò la vita all'allora Presidente degli Stati Uniti John F. Kennedy: proprio quest'ultimo avvenimento distolse l'attenzione, da parte dei media, dalla notizia della sua morte.

## Classifiche
| Classifica (1993-96) | Posizione massima |
| -------------------- | ----------------- |
| Regno Unito          | 24                |
| Canada (RPM)         | 86                |
| Italia               | 18                |